# Mario Galán Gómez
Mario Galán Gómez (Charalá, Santander, 17 de febrero de 1910 - Bogotá, 8 de mayo de 2000) fue un abogado y político colombiano. Miembro del partido liberal. 
Fue presidente de la compañía Ecopetrol durante el período de 1963 a 1974. Padre del caudillo liberal Luis Carlos Galán Sarmiento y del exministro de Salud,  Mario Augusto Galán Sarmiento.

## Biografía
Hijo de Januario Galán Rodríguez y Mercedes Gómez Cuadros, pareja dedicada a la ganadería y el comercio. Trabajó desde niño para pagarse sus estudios, ya que su familia había tenido un fracaso económico. Se graduó de bachiller y en 1938 de abogado en la Universidad Externado de Colombia. Fue Director de Educación de Santander entre 1938 y 1940. Ayudó a la creación de la Contraloría Departamental y se lanzó a la Cámara de Representantes en 1942, pero no logró la curul. Formaba parte del grupo liberal que se opuso en esa época al presidente Alfonso López Pumarejo. Desde 1940 insistió en la creación de una universidad técnica en Santander, iniciativa que se materializó en 1948 con la fundación de la Universidad Industrial de Santander, con el concurso de Alejandro Galvis Galvis, Gustavo Cote Uribe y la orientación del ingeniero español Julio Álvarez.
Mario Galán fue diputado en la Asamblea de Santander, contralor y director de educación del mismo departamento, vicecontralor general de la República, auditor de Naciones Unidas, asesor de la Asociación Nacional de Industriales, Andi, fundador de la Universidad Industrial de Santander (UIS), presidente de Ecopetrol y senador de la República.

## Familia
Mario Galán se casó en Bogotá el 27 de julio de 1939 con Carmen Cecilia Sarmiento Suárez, con quien tuvo 12 hijos: María Lucía, Gabriel, Luis Carlos, María Victoria, Antonio, Helena, Gloria, Cecilia, Juan Daniel, Elsa, Mario Augusto y Francisco Alberto Galán Sarmiento. Tres de los hijos de Mario Galán incursionaron en la política. Entre ellos, Luis Carlos (candidato a la Presidencia, Senador, Ministro de Educación, embajador),  Antonio y Mario Augusto (Ministro de Salud y embajador de Colombia ante la Unesco).

## Ecopetrol (1963-1974)
Luego de la huelga sindical que ocurrió en Ecopetrol en 1963, durante el período de administración de Mario Galán se creó a Terpel para atender la distribución nacional de combustibles. Esta estrategia se basaba en la posibilidad de reinvertir las utilidades de Ecopetrol y no transferirlas al Estado, una visión compartida con Juan José Turbay. En Barrancabermeja se configuró el Complejo Industrial de Refinación y Petroquímica conformado por la refinería, plantas de parafinas y detergentes.
Durante su administración se descubrieron los campos de Orito en Putumayo (1963), Castilla en el Meta (1969) y el pozo de gas de Chuchupa-Ballenas (1972), y se construyó la refinería de Orito. Galán Gómez estuvo a cargo de Ecopetrol durante 3 períodos presidenciales comprendidos durante el  Frente Nacional.

## Últimos años y fallecimiento
Después de su salida de Ecopetrol, Mario Galán fundó Petrolquímica Andina, empresa que vendió en 1995. Falleció en Bogotá debido a una enfermedad cerebrovascular que padeció durante cinco años.